# Pseudosmittia hamata
Pseudosmittia hamata är en tvåvingeart som först beskrevs av Freeman 1956.  Pseudosmittia hamata ingår i släktet Pseudosmittia och familjen fjädermyggor. Inga underarter finns listade i Catalogue of Life.